# Sant Cugat del Vallès (kommunhuvudort)
Sant Cugat del Vallès är en kommunhuvudort i Spanien.   Den ligger i provinsen Província de Barcelona och regionen Katalonien, i den östra delen av landet, 500 km öster om huvudstaden Madrid. Sant Cugat del Vallès ligger 121 meter över havet och antalet invånare är 79 253.
Terrängen runt Sant Cugat del Vallès är platt åt nordväst, men åt sydost är den kuperad. Runt Sant Cugat del Vallès är det mycket tätbefolkat, med 10 000 invånare per kvadratkilometer. Närmaste större samhälle är Barcelona, 10,9 km sydost om Sant Cugat del Vallès. I omgivningarna runt Sant Cugat del Vallès växer i huvudsak barrskog.